# Honda Transalp

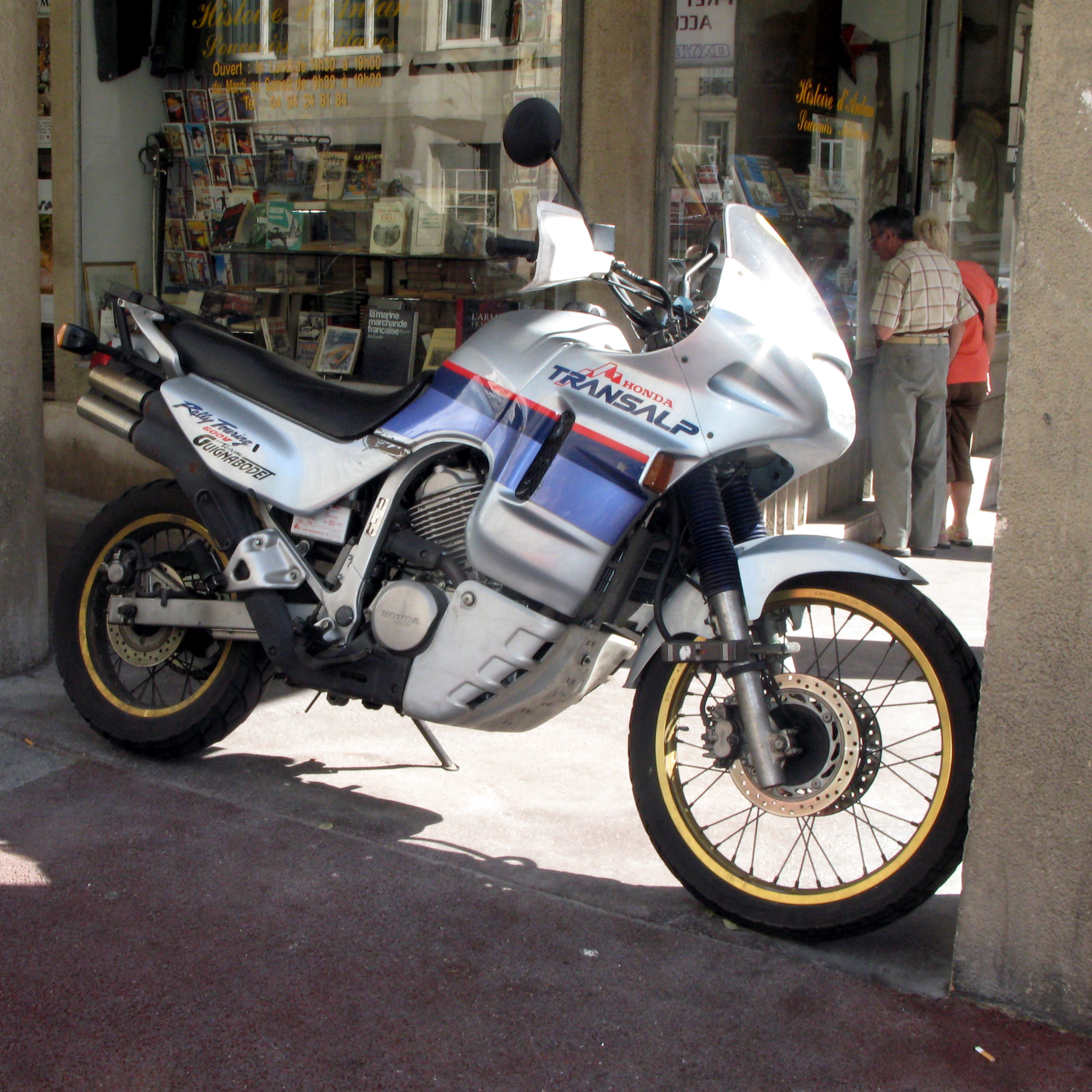
Honda XL600V Transalp 1999 (50 Aniversario)

Honda Transalp es el nombre de las series de motocicletas Honda XL400V XL600V, XL650V, XL700V y XL750, fabricadas en Japón (y otros países Europeos) desde 1987.

## Historia
La nueva Transalp XL600V debuta para marcar toda una nueva época, anunciando una nueva categoría de motocicletas deportivas mixtas (o de doble propósito) de Rally. Ésta, es fabricada en su sede de Japón. 
Inspirada en las famosas carreras de Rally Raid (París-Dakar), la Transalp XL600V es una motocicleta fabricada en serie para satisfacer a los usuarios quienes solicitaban una moto de este tipo. Novedosa y muy fiable, la Transalp ha sido un éxito de ventas. 
Ya en 1983, Honda tuvo la idea de una Trail grande bicilíndrico con la XLV 750 R, impulsada por la filial Francesa, donde en este país, las motocicletas Trails tenían éxito. 
Cuatro años más tarde, Honda sacó a luz su segundo modelo; la Transalp. Las experiencias acumuladas con la XLV 750 R y tras los éxitos obtenidos en el Rally París-Dakar, este modelo gozó de todas las condiciones necesarias para ser aceptada por la clientela. 
El motor V-Twin de 583cm3 desciende directamente de los VT 500. 
Fue un éxito innegable, puesto que la Transalp representaba el nacimiento de una nueva categoría de moto "todo uso o todo propósito" que incitaba a viajar; con ella se podía circular por terrenos muy variados. Al mismo tiempo, la Transalp se encuentra igual a gusto por autopista a velocidad constante (gracias al motor V-Twin, muy resistente y fiable, y a la comodidad aportada por el carenado) que por terrenos irregulares, atribuido a su fácil manejo y a su altura al suelo. 
A la Transalp le sigue otro modelo de Honda; la África Twin 650, presentada en el salón de París de noviembre de 1987, y a la que ciertamente le seguirán otros modelos de Honda. Solamente en los primeros 6 meses, Honda ha vendido en Europa continental, más de 10 000 ejemplares de Transalp. 
Homologada en Francia el 4 de febrero de 1987, los primeros ejemplares de la Transalp aparecieron en el mercado a finales de ese mismo mes. 
Su nombre proviene de los Alpes (donde ciertamente se han hecho los famosos "Rally's Touring", haciendo honor a su nombre). La presentación oficial del modelo XL700V ha sido en los Alpes, y en su carenado, su logotipo hace presente las coordenadas GPS del lugar. 
"Trans-Alp" (Cruzar los Alpes).
El último modelo producido oficialmente en Europa, fue XL700V-A fines de 2011 inicios de 2012. Durante diez años se dijo mucho sobre un nuevo y totalmente actualizado modelo, basado en las modernas NC/CB (500/750). Finalmente vio la luz el primer trimestre de 2023. Una moto completamente renovada. Dejando de lado el motor histórico V-Twin y ahora utilizando un paralelo de 2 cilindros derivado de la CB750 Hornet. 

## Modificaciones realizadas con los años

### 1987
| - Fabricada en su sede de Japón. |
| - Aerodinámico carenado, anclado al chasis, basado en la imagen de las exitosas Hondas participantes en el París-Dakar.                                          |
| - Compacto motor bicilíndrico en V, de 583 cm³ y refrigeración líquida.                                                                                          |
| - Rígido chasis de doble cuna y sección rectangular. |
| - Robusta horquilla delantera de 41 mm, que proporciona un recorrido de eje de 200 mm.                                                                           |
| - Basculante de acero de sección rectangular y progresivo sistema Pro-Link de suspensión trasera, que proporcionan 190 mm de recorrido de eje.                   |
| - Nuevas e innovadoras llantas con radios TL (Disposición Tangencial).                                                                                           |
| - Freno de disco delantero con pinza de doble pistón y freno trasero de tambor.                                                                                  |
| - Panel de instrumentos centrado, con tacómetro electrónico, indicador de temperatura de refrigerante, y cuentakilómetros parcial reiniciable con un solo toque. |
| - Radiador doble de aluminio equipado con ventilador. |

### 1988 a 1990
| - La Transalp también es fabricada en su sede en los Estados Unidos. |
| - Se le realizan ciertas modificaciones en el motor y sistema de gases para su homologación en USA. |
| - Su potencia es elevada a 55 cv, sólo en los modelos de USA. |
| - Su panel de instrumentos, también sufre modificaciones; ahora en Millas. |
| - Existieron los modelos 49 states y California, se distinguían porque la 49 states, el tapón de gasolina es el común con llave y la california era a rosca con la típica manguerita superior para salida de gases |

### 1991
| - Nueva cartilla de colores y llantas color doradas. |

#### Transalp XL400V
| - Se comienza a fabricar la Transalp XL400V para el mercado asiático, siendo estéticamente igual a las 600, pero con un modesto motor de 400 cm³ en V. |
| - Por cuestiones de la licencia de conducir de Japón, Honda lanza para los países orientales una nueva Transalp, pero con un motor reducido; era sencillo, muchos veían como se fabricaba esta increíble moto y como se iba a otros países, pero por motivos de límites de cilindrada (es mucho más fácil y barato obtener una licencia hasta 400 cm³) la gran mayoría de usuarios no podían adquirir una, así que Honda fabricó un modelo específico para su gente. Más tarde este modelo fue migrando a otros lugares, como Europa del Este y Sur, Países Bajos y Latinoamérica. |
| - Poco tiene de diferente respecto a su hermana mayor de 600 cm³. Su autonomía es mucho más elevada (aprox 33 kilómetros por litro a 70 km/h, una menor potencia y torque, pero en cuestiones de estética y peso, es idéntica a la 600. |

### 1992
| - Nuevo disco de freno trasero que reemplaza al freno por tambor.         |
| - Nuevo diseño de panel de instrumentos de alta tecnología, más completo. |

### 1994
| - El nuevo carenado superior incorpora un faro trapezoidal montado a ras de superficie y un parabrisas rediseñado, para ofrecer una imagen más elegante y deportiva. |
| - Compuertas de entrada de aire con rejilla, para enfatizar la orientación deportiva de la Transalp.                                                                 |

### 1996
| - El nuevo encendido digital, totalmente transistorizado, ayuda a cumplir las nuevas normativas Europeas 87/56 2.ª fase sobre ruido. |
| - Sensor de Mariposa de acelerador TPS                                                                                               |
| - Pequeñas modificaciones en motor y caja de transmisión.                                                                            |
| - Último modelo fabricado en Japón.                                                                                                  |

### 1997
| - Honda se muda a ITALIA donde comienza a fabricar este modelo.                                                       |
| - Nuevos ganchos moldeados en el transportín trasero de aluminio, que facilitan la fijación de carga.                 |
| Sistema de frenos de la rueda delantera modificados. Ahora cuenta con 2 discos de frenos y mayor potencia de frenado. |

### 1999
| - Honda realiza un modelo especial de la Transalp con los colores y gráficas del primer modelo, conmemorando el 50 Aniversario de Honda. |

### 2000
| - La Transalp se renueva por completo con una nueva imagen, un motor más grande y muchas otras características. La XL600V (583 cm³) se transforma en la XL650V (647 cm³). |
| - Diseño más aerodinámico del carenado, totalmente nuevo, incorpora un gran faro multi-reflector e intermitentes integrados en la carrocería.                             |
| - El motor aumenta su cilindrada hasta 647 cm³ para ofrecer más potencia de bajo a medio régimen, y mejorar la capacidad para turismo a dúo.                              |
| - El nuevo sistema AI (Inducción de Aire) ayuda a cumplir con la normativa Euro-1 sobre emisiones.                                                                        |
| - El nuevo sistema de escape incorpora una gran sub-cámara (catalizador), con tubo caliente integrado, para reducir las emisiones.                                        |
| - Sistema de válvula PAIR integrado; para reducir las emisiones contaminantes y quemar correctamente todos los gases y combustible en la cámara de combustión.            |
| - Chasis con secciones más gruesas para incrementar la rigidez global y mejorar la estabilidad a alta velocidad.                                                          |
| - Suspensión trasera Pro-Link actualizada con bieletas de aluminio, más ligeras, y un nuevo amortiguador con depósito separado.                                           |
| - El depósito de combustible se incrementa a 19,6 litros. |
| - Asiento más bajo y manillar más estrecho para ofrecer una conducción más cómoda.                                                                                        |
| - Atractivo panel de instrumentos integrado, montado a ras. Contiene más tecnología como Reloj horario y medidor del nivel de combustible.                                |
| - Se añade un nuevo Sistema Honda de Seguridad de Encendido (H.I.S.S.) para evitar el robo.                                                                               |

### 2005
| - La Transalp XL650v pasa a Fabricarse en la sede MONTESA de España.                   |
| - Nuevo parabrisas tintado.                                                            |
| - Nuevos indicadores con lentes transparentes.                                         |
| - Nuevo diseño del panel de instrumentos.                                              |
| - Nuevo asiento de gran calidad con tapizado para el asiento posterior en dos colores. |
| - Asiento de 30 mm más bajo disponible opcionalmente como equipamiento de serie.       |
| - Nuevas llantas con acabado en alunita negra.                                         |
| - Nuevos extremos cónicos de tubos de escape mecanizados en acero inoxidable.          |
| - Nuevo logotipo de Transalp en relieve.                                               |
| - Nuevos tornillos de montaje del manillar.                                            |
| - Potencia máxima convertible a 25 kW.                                                 |
| - Ahora la luz baja viene siempre encendida.                                           |

### 2007
| - La Transalp se renueva por completo con una nueva imagen, un motor más grande y muchas otras características. La XL650V (647 cm³) se transforma en la XL700V (680 cm³). |
| - Diseño más refinado del carenado, totalmente nuevo, incorpora un gran faro multi-reflector de forma redonda con nuevas lámparas, una para baja y otra para alta. Los intermitentes no son más integrados y son colocados al costado del carenado frontal.                                                                 |
| - El motor aumenta su cilindrada hasta 680 cm³ para ofrecer más potencia a medio régimen, y mejorar la capacidad para turismo a dúo. Sus cambios más radicales, además de la elevación del cubicaje, son: 1 bujía por cilindro (modelos anteriores contenían 2), y 4 válvulas por cilindro (anteriores modelos llevaban 3). |
| - Nuevo sistema de gases que cumple con la normativa Euro-3 sobre emisiones. |
| - El nuevo modelo de Transalp, tiene el motor derivado de la Honda Deauville NT700v el cual trae un novedoso sistema de Inyección de Combustible, reemplazando el Carburador. |
| - La rueda delantera se reduce desde las 21" a 19". |
| - Opcionalmente, se puede pedir el modelo que incluye ABS de origen (XL700VA). |
| - La pisada de la rueda trasera se incrementa hasta los 130. |
| - La suspensiones tienen menor recorrido. |
| - El depósito de combustible se reduce a 17,5 Litros. |
| - Novedoso panel de instrumentos integrado. Contiene un display LCD en grande con toda la información, y aparte el tacómetro en aguja. |

### 2023
| - Luego de una década, la Transalp cambia radicalmente. Nuevo diseño, un motor de mayor capacidad (conservando los 2 cilindros), de disposición paralela y muchas otras características aggiornadas al año 2023. La XL700V (680 cm³) se transforma en la XL750 (755 cm³). Deja la "V" del mítico y noble motor V-Twin.                                                                                          |
| - A nivel de electrónica, el acelerador es electrónico o 'by wire', y están disponibles cinco modos de conducción (Sport, Standard, Gravel, Rain y User -personalizado-), así como cuatro niveles de potencia, tres niveles de freno de motor, dos etapas para el ABS (modo off-road para desconectarlo en la rueda trasera) y cinco escalones para el control de tracción HSTC y el 'antiwheelie'.             |
| - El motor desarrolla una potencia de 90 CV a 9.500 rpm, con un par motor máximo de 75 Nm a 7.250 vueltas, aunque Honda afirma que la puesta a punto es diferente que en la Hornet, enfocada más a capacidades touring. Hay que recordar que deriva del desarrollo del Unicam de las CRF con 8 válvulas y un calado a 270° que le imprime un carácter particular y tiene embrague anti-rebote.                  |
| - El equipo de frenos consta de un doble disco de 310 milímetros en el eje delantero, junto a pinzas de dos pistones, y un disco de 256 milímetros con una pinza monopistón en el trasero. |
| - La distancia entre ejes es de 2,56 metros y la altura libre al suelo, de 21 centímetros. El asiento, por su parte, está a una altura de 85 centímetros y, en opción, se ofrece un asiento algo más bajo, a 82 centímetros del suelo. |
| - En cuanto a la parte ciclo, el chasis está fabricado en acero y pesa solamente 18,3 kilogramos, mientras que el basculante es de fundición de aluminio y de doble brazo. La horquilla delantera es invertida de función separada Showa de 43 mm SFF-CA con 200 mm de recorrido y ajustable en precarga y un monoamortiguador Showa trasero con anclaje Pro-Link ajustable en precarga de 190 mm de recorrido. |
| - El tablero deja completamente las agujas y se compone de una pantalla TFT a color de 5,0 pulgadas equipada con conectividad Honda Smartphone Voice Control System que permite asociar el teléfono móvil. |
| - Un cambio muy positivo en la parte ciclo son sus rodados ideales para salir del asfalto. Vuelve la rueda delantera de 21" (que había perdido en su antecesora XL700V); y la trasera aumenta a 18". De origen viene con neumáticos Metzeler Karoo Street o Dunlop Mixtour, montadas sobre llantas de radios (con cámara/Tube Type)                                                                             |
| - Su depósito de combustible se reduce a 16.9 litros de capacidad, aunque desde Honda erogan un consumo es muy ajustado, con una autonomía prevista de 390 km. |
| - El peso en orden de marcha es de 208 kg. |
| -La Honda XL750 Transalp 2023 llega disponible en tres colores: tricolor Ross White, gris Matte Iridium Gray Metallic y negro Mat Ballistic Black Metallic. |

## XL400v
| Motor                              | Bicilíndrico en V a 52.º 4 tiempos        |
| Cilindrada                         | 398 cc                                    |
| Potencia máxima                    | 37 CV/8500 RPM                            |
| Par máximo                         | 3.5 kgf-m/6.500 RPM                       |
| Vel Máxima                         | Aprox. 160 km/H                           |
| Compresión                         | 9,2 a 1                                   |
| Diámetro x Carrera                 | 64.0 x 62.0 mm                            |
| Válvulas                           | 3 por Cilindro (2 aspiración, 1 descarga) |
| Capacidad de combustible           | 18,5 litros                               |
| Tipo de transmisión                | 5 velocidades                             |
| Transmisión final                  | Cadena con O-Ring                         |
| Chasis                             | Semi-doble cuna en tubo de acero          |
| Dimensiones (Largo x Ancho x Alto) | 2265 x 905 x 1300 mm                      |
| Altura del asiento                 | 850 mm                                    |
| Peso en seco                       | 183 kg.                                   |
| Neumático Delantero                | 90/90-21"                                 |
| Neumático Trasero                  | 130/80-17"                                |

## XL600v (modelo Japonés)
| Motor                              | Bicilíndrico en V a 52.º 4 tiempos                              |
| Cilindrada                         | 583 cc                                                          |
| Potencia máxima                    | 36.5 kW - 50 CV/8000 RPM (Algunos modelos Europeos con 46,5 Cv) |
| Par máximo                         | 52 Nm (5.3 kgf-m or 38.3 ft.lbs)/6.000 RPM                      |
| Vel Máxima                         | Aprox. 175 km/H                                                 |
| Compresión                         | 9:2 a 1                                                         |
| Diámetro x Carrera                 | 75.0 x 66.0 mm (3.0 x 2.6 inches)                               |
| Válvulas                           | 3 por Cilindro (2 aspiración, 1 descarga)                       |
| Capacidad de combustible           | 18,5 litros                                                     |
| Tipo de transmisión                | 5 velocidades                                                   |
| Transmisión final                  | Cadena con O-Ring                                               |
| Chasis                             | Semi-doble cuna en tubo de acero                                |
| Dimensiones (Largo x Ancho x Alto) | 2265 x 905 x 1300 mm                                            |
| Altura del asiento                 | 850 mm                                                          |
| Peso en seco                       | - 175 (1987-1988) - 183 (1989-1996) - 189 (1997-1999)           |
| Neumático Delantero                | 90/90-21"                                                       |
| Neumático Trasero                  | 120/90-17" (algunos modelos con 130/80-18 ")                    |

## XL650v
| Motor                              | Bicilíndrico en V a 52.º 4 tiempos                          |
| Cilindrada                         | 647 cc                                                      |
| Alimentación                       | 2 Carburadores de 34mm                                      |
| Potencia máxima                    | 41 kW - 56 CV/7500 RPM (Algunos modelos Ingleses con 54 Cv) |
| Par máximo                         | 55.00 Nm (5.6 kgf-m or 40.6 ft.lbs) / 5500 RPM              |
| Vel Máxima                         | Aprox. 180 km/H                                             |
| Compresión                         | 9:2 a 1                                                     |
| Diámetro x Carrera                 | 79.0 x 66.0 mm (3.1 x 2.6 inches)                           |
| Válvulas                           | 3 por Cilindro (2 aspiración, 1 descarga) - SOHC            |
| Capacidad de combustible           | 19,6 litros                                                 |
| Tipo de transmisión                | 5 velocidades                                               |
| Transmisión final                  | Cadena con O-Ring                                           |
| Chasis                             | Semi-doble cuna en tubo de acero                            |
| Dimensiones (Largo x Ancho x Alto) | 2257 x 922 x 1318 mm                                        |
| Altura del asiento                 | 843 mm                                                      |
| Peso en seco                       | 192 kg.                                                     |
| Peso en Marcha                     | 212 kg.                                                     |
| Neumático Delantero                | 90/90-21"                                                   |
| Neumático Trasero                  | 120/90-17"                                                  |

## XL700v
| Motor                              | Bicilíndrico en V a 52.º 4 tiempos               |
| Cilindrada                         | 680 cc                                           |
| Alimentación                       | Inyección Electrónica PGM-F1 40 mm               |
| Potencia máxima                    | 45 kW - 60 CV/7750 RPM                           |
| Par máximo                         | 60 Nm (6.1 kgm) /5500 RPM                        |
| Vel Máxima                         | Aprox. 185 km/H                                  |
| Compresión                         | 10:1                                             |
| Diámetro x Carrera                 | 81.0 x 66.0 mm (3.19 x 2.60 in)                  |
| Válvulas                           | 4 por Cilindro (2 aspiración, 2 descarga) - SOHC |
| Capacidad de combustible           | 17,5 litros                                      |
| Tipo de transmisión                | 5 velocidades                                    |
| Transmisión final                  | Cadena con O-Ring                                |
| Chasis                             | Semi-doble cuna en tubo de acero                 |
| Dimensiones (Largo x Ancho x Alto) | 2255 x 905 x 1305 mm                             |
| Altura del asiento                 | 841 mm                                           |
| Peso en seco                       | - 214 kg (XL700V) - 219 kg (XL700VA - ABS)       |
| Neumático Delantero                | 100/90-19"                                       |
| Neumático Trasero                  | 130/80-17"                                       |

## XL750
| Motor                              | Bicilíndrico 4 tiempos en paralelo con refrigeración líquida, calado de cigüeñal a 270°. |
| Cilindrada                         | 755 cc                                                                                   |
| Alimentación                       | Inyección Electrónica PGM-F1                                                             |
| Potencia máxima                    | 67,5kW (91,8CV) @9.500rpm                                                                |
| Par máximo                         | 75Nm @ 7.250rpm                                                                          |
| Vel Máxima                         | N/D                                                                                      |
| Compresión                         | 11,0:1                                                                                   |
| Diámetro x Carrera                 | 87mm x 63.5mm                                                                            |
| Válvulas                           | 4 por Cilindro (2 aspiración, 2 descarga) - Distribución OHC con sistema Unicam          |
| Capacidad de combustible           | 16,9 litros                                                                              |
| Tipo de transmisión                | 6 velocidades                                                                            |
| Transmisión final                  | Cadena con O-Ring                                                                        |
| Chasis                             | Chasis de acero tipo Diamante                                                            |
| Dimensiones (Largo x Ancho x Alto) | 2.325mm x 838mm x 1.450mm                                                                |
| Altura del asiento                 | 850 mm                                                                                   |
| Peso en orden de marcha            | 208 Kgs                                                                                  |
| Neumático Delantero                | 90/90-21"                                                                                |
| Neumático Trasero                  | 150/70-18"                                                                               |